# Уолтър Рали
Сър Уолтър Рали (на английски: Walter Raleigh, произношение: [rɑːli], [ræli] или [rɔːli];), (22 януари 1552 (или 1554) – 29 октомври 1618) е английски придворен, шпионин, изследовател, поет и писател.

## Биография
Като младеж Рали служи като доброволец в Хугенотската армия във Франция (1569). През 1572 г. получава бакалавърска степен в Оксфордския университет, където започва да учи преди да замине за Франция и името му е вписано в регистъра на Middle Temple през 1575 г. През 1578 г. Рали и брат му Карю се присъединяват към своя полубрат, сър Хъмфри Гилбърт, в тежко въоръжена флота за плаване в открито море. Бурите и опасностите скоро прекратяват пътешествието. През 1580 г. Рали служи в Ирландия, потушавайки бунта в Мънстър.
Когато се връща в Англия през 1581 г., Рали отива в двора и става любимец на кралица Елизабет I, за което много допринася личното му обаяние. Като кралски любимец му се предоставя монопол върху виното (1583), получава титлата Сър (1585) и обширни имения в Ирландия. Назначен за управител на мините в Корнуол и Девън, Рали се показва като способен управител, но поради стремежа си към политическа власт се отчуждава от много влиятелни хора. През 1587 г. е назначен за капитан на Кралската гвардия – важен пост, тъй като гарантира постоянна близост до Елизабет.
Рали замисля и организира експедициите до Америка, които завършват неуспешно със загубата на остров Роаноук. По-късно Рали става член на Комисията по отбрана срещу Испания, но не е сигурно, че е участвал в морските експедиции срещу Армадата (1588). През 1589 г. Рали напуска двора, вероятно заради конфликт с новия любимец на Елизабет, Робърт Девъро, втори граф на Есекс. В замъка Килкълман той се сприятелява с Едмънд Спенсър, чиято епична поема „Кралицата на феите“, прославяща Елизабет и започната при сър Филип Сидни, е продължена с покровителството на Рали. След скарването на кралицата с Есекс заради брака му, Рали се връща в двора и получава доста облаги, сред които къща в Лондон и имение в Шербърн (1592). Преди това, през 1591 г., е сключил тайно брак с една от придворните дами, Елизабет Трокмортън. Когато Елизабет научава за тайния брак двамата биват затворени в лондонския Тауър. През 1592 г. Рали е пуснат от затвора и организира морска експедиция, част от англо-испанската война, която се връща в Англия, пленила прочутия португалски кораб-съкровище Madre de Deus.
Въпреки този успех, той остава в немилост още няколко години, но през 1593 г. става член на парламента. Рали става известен с връзката си с поетичната група Нощно училище. Водени от Томас Хариът, Кристофър Марлоу и Джордж Чапмън, младите поети критикуват преводите на Светото писание и са обвинявани в атеизъм. През 1595 г. Рали отива на експедиция в Южна Америка заедно с авантюриста Лорънс Кемис, за да открият легендарния град Ел Дорадо. Те навлизат на 300 км и стигат до река Ориноко във вътрешността на днешна Гаяна, носейки в Англия златни проби. Рали съобщава за откритието си следващата година. През 1596 г. той командва ескадрон срещу Кадис.
Рали е назначен за управител на Джърси през 1600 г., но състоянието му намалява, когато той остава встрани от Робърт Сесил по време на политическата буря, свързана с измяната и екзекуцията на граф Есекс. Бедите му продължават, когато след смъртта на Елизабет през 1603 г. на трона се възкачва Джеймс I, който е убеден, че Рали е сред враговете му, тъй като се е противопоставял на правото му върху короната. Много от постовете и монополите на Рали са отнети; без да има доказателства, той е обвинен в заговор с Испания срещу Англия и в заговор за убийството на краля с цел възкачване на Арабела Стюарт на трона. Избегнал екзекуцията, той е отново затворен в лондонския Тауър и се посвещава на литературата и науката. Там той започва своята недовършена „История на света“.
Рали е освободен през 1616 г., за да организира експедиция до Ориноко в търсене на злато, но е предупреден да не атакува испански кораби и градове. Експедицията се проваля, но Лорънс Кемис превзема испанско градче. Рали се връща в Англия, където испанският посланик иска наказанието му. Той пропуска множество възможности да избяга във Франция и е екзекутиран по старата си присъда за измяна.

## Памет
Неговото име носи окръг Рали в щата Западна Вирджиния.